# Cisticola aridulus
Cisticola aridulus е вид птица от семейство Cisticolidae.

## Разпространение
Видът е разпространен в Ангола, Ботсвана, Буркина Фасо, Чад, Джибути, Еритрея, Етиопия, Кения, Лесото, Мали, Мавритания, Мозамбик, Намибия, Нигер, Нигерия, Сенегал, Сомалия, Южна Африка, Судан, Свазиленд, Танзания, Замбия и Зимбабве.